# Logan Wilson
Pour les articles homonymes, voir Wilson.
(en) Statistiques sur pro-football-reference
Logan Wilson, né le 8 juillet 1996 à Casper, est un joueur américain de football américain.
Il joue linebacker pour les Bengals de Cincinnati en National Football League (NFL).